# Oedaleosia nigricosta
Oedaleosia nigricosta är en fjärilsart som beskrevs av George Francis Hampson 1900. Oedaleosia nigricosta ingår i släktet Oedaleosia och familjen björnspinnare. Inga underarter finns listade i Catalogue of Life.